# 1352
1352 (MCCCLII) je bilo prestopno leto, ki se je po julijanskem koledarju začelo na nedeljo.

## Dogodki

### EpidemijaČrne smrti
- Epidemija kuge se v Evropi počasi umirja in lokalizira na posamezne primere, ki predstavljajo mikrosocialne osnove za izbruhe v naslednjih desetletjih. Še vedno se širi v redkeje naseljenih delih severno-vzhodne Evrope med ugro-finskimi ljudstvi, kjer pa zahteva manj žrtev. V tem letu opustoši večja mesta v Litvanski kneževini ter mesta ruskih kneževin, mdr. Pskov in Novgorod. 1353 ↔
- Na Kitajskem pa je zadeva popolnoma nasprotna, saj kuga tam doseže nov in še bolj uničujoč vrhunec. Mongolska dinastija Juan s cesarjem Togon Temurjem v veliki meri izgubi nadzor nad opustošenim podeželjem, kjer si oblast prisvajajo oborožene tolpe, preživele upornike pa uspešno organizira ločina Belega lotosa.  
  - Budistično-manihejski ločini Belega lotusa, ki je organizirala ti. upor Rdečih turbanov proti vladajoči mongolski dinastiji Juan, se pridruži budistični menih in ubobožan kmet Zhu Yuanzhang, kasnejši ustanovitelj nove dinastije Ming. 1356 ↔

### Bizantinsko cesarstvo
- februar - Bizantinski cesar Ivan VI. Kantakuzen povleče v vojno proti Genovčanom Katalonce in Benečane. Tega meseca združeni floti slednjih izbojujeta Pirovo zmago nad Genovčani v Bosporju. Konflikt med Genovo in Benetkami daleč preraste (obskurne) meje Bizantinskega cesarstva. 1353 ↔
- 6. maj - Genovčani dajo cesarju Ivan VI. Kantakuznu vedeti, da se ne bodo odpovedali Galati, zato sklene z njimi mir in jim prepusti nadzor nad veletrgovino. S tem Bizantinsko cesarstvo docela izgubi finančno samostojnost in mu ostane le še peščica finančnih prilivov v državno blagajno.
- Cesar Ivan VI. Kantakuzen preda Osmanom v uporabo utrdbo Tzympe[1]  na polotoku Galipoli. Glede na takratne kroniste je pred tem utrdbo nasilno zavzel Orhanov sin Sulejman Paša z elitno peščico 39 izbrancev in potem v treh dneh prepeljal glavnino sil čez preliv. To je sicer mogoče, vendar cesar Ivan VI. Kantakuzen ni temu nasprotoval in je želel uporabiti Sulejmanovo vojsko proti vojski socesarja Ivana V., ki so jo podpirali Bolgari. V naslednjih tednih Turki prepeljejo še več tisoč vojščakov in porazijo Paleologovo vojsko. Turki se s tem prvič trajno naselijo v Evropi. 1354 ↔

### Ostalo
- 12. februar - Poroka med navarskim kraljem Karlom II.[2] in francosko princeso Ivano. 1353 ↔
- 13. marec - Razmerja sil šogunata Ašikaga iz Severnega dvora in zavezništva upornikov Severnega dvora ter cesarstva Južnega dvora se obrnejo, ko vojska Severnega dvora Ašikage Takaudžija premaga upornike pod vodstvom mlajšega brata Ašikage Tadajošija, ki pobegnejo v Kamakuro. Takaudži jim sledi z vojsko. Med poskusom pomiritve omenjenega dne umre voditelj upornikov Ašikaga Tadajoši. Najverjetneje ga je zastrupil njegov starejši brat, šogun Ašikaga Takaudži.
- 20. marec - Umrlega markiza Ferrare Obizza III. d'Esteja nasledi Aldobrandino III.
- marec - Madžarski kralj Ludvik I. in poljski kralj Kazimir III.[3] nadaljujeta vojno proti poganskim Litvancem. Med obleganjem galicijskega mesta Belz je Ludvik huje ranjen v glavo. Litvanski veliki knez Algirdas najame Tatare iz Zlate horde, kar pa je prevelika zaloga za Madžare, ki se umaknejo nazaj za meje. 1353 ↔
- maj - Papež Klemen VI. razglasi križarsko vojno proti poganskim Litvancem.
- 4. junij - Stari Švicarski konfederaciji[4] se pridruži kanton Glarus. ↓
- 27. junij → Kanton Zug postane šesti član Švicarske konfederacije. Tako kot Glarus se tudi Zug poskuša otresti habsburške nadoblasti. 1356 ↔
- 19. avgust - Umrlega braunschweigovskega vojvodo Otona III., ki je med vladavino s priključevanjem sosednjih grofij osnoval še kneževino Lüneburg, nasledi mlajši brat Vilijem II.
- 13. september - Umrlega vladarja Verone Alberta II. Scaligerja nasledi nečak Cangrande II.
- 6. december - Avignon: umre papež Klemen VI.. Po kratkem konklavu je za novega papeža izvoljen Inocenc VI.[5], peti avignonski papež in 199. papež po seznamu.
  - Med prvimi ukrepi novi papež pomilosti in izpusti samozvanega rimskega tribuna Colo di Rienzoja, mu podeli senatorski naziv, plača najemnike in dovoli, da ponovno prevzame oblast v Rimu. 1354 ↔
- Umrlega ustanovitelja neodvisne Vlaške kneževine Basaraba I. nasledi sin Nikolaj Aleksander.
- Bitka pri Mauronu, bretonska nasledstvena vojna[6]: po zmagi v viteškem turnirju trideseterice (← 1351) poskušajo Francozi uveljaviti oblast v Bretaniji. Toda spopad na turnirju z razmeroma ozkimi pravili bojevanja je nekaj povsem drugega kot spopad na odprtem bojišču. Bitko ponovno odloči angleški dolgi lok, vendar francoska vztrajnost zagotovi hude izgube na obeh straneh. V bitki pade večina bretonskega viteškega plemstva z obeh strani.
- Kastilija: kralju Petru se ponovno upre polbrat Henrik II., ki se utrdi v Asturiji.
- Umrlega marionetnega abasidskega kalifa v Kairu Al-Hakima II. nasledi Al-Mutadid I.
- Cambridge: ustanovljen je kolidž Corpus Christi College.
- Potovanja maroškega popotnika Ibn Batute: iz Sidžilmase na robu Sahare potrebuje karavana 25 dni do oaze Tegaze, kjer se nahajajo rudniki soli. Potem čaka karavano najtežji del, skoraj 800 kilometrov dolg del poti do naslednje oaze Oualate, kamor pošlje naprej predhodnico, ki se z vodo vrne nasproti počasneje napredujoči karavani. Po Oualati prispe Ibn Batutova karavana do Nigra, za katerega Ibn Batuta meni, da je Nil. V prestolnici Malijskega cesarstva Dženne ga pogosti mansa Sulejman. Na dvoru se počuti neudobno, saj ne odobrava pomanjkljive garderobe, posebej žensk, ki da ni v čast muslimanom. 1353 ↔

## Rojstva
- 1. februar - Edmund Mortimer, 3. grof March, grof Ulsterja († 1381)
- 5. maj - Rupert Wittelsbaški, pfalški volilni knez, nemški kralj († 1410)

Neznan datum
- Edigej, tatarski vladar Zlate horde († 1419)
- Ivan Sobeslav Luksemburški, oglejski patriarh († 1394)
- John Holland, angleški plemič, 1. vojvoda Exeter, 1. grof Huntingdon († 1400)
- Viridis Visconti, milanska plemkinja, avstrijska vojvodinja († 1414)
- Zemovit IV., poljski plemič, vojvoda Mazovije († 1426)

## Smrti
- 13. marec - Ašikaga Tadajoši, japonski vojskovodja (* 1306)
- 20. marec - Obizzo III. d’Este, italijanski plemič, markiz Ferrare (* 1294)
- 21. april - Boleslav III. Razsipni, poljski vojvoda Legnice, izobčenec (* 1291)
- 19. maj - Elizabeta Habsburška, lotarinška vojvodinja (* 1285)
- 19. julij - William Zouche, angleški vojskovodja, yorški nadškof
- 19. avgust - Oton III., nemški plemič, vojvoda Braunschweig-Lüneburga, knez Lüneburga (* 1296)
- 13. september - Alberto II. della Scala, vladar Verone (* 1306)
- 15. september - Ewostatewos, etiopski svetnik (* 1273)
- 6. december - papež Klemen VI. (* 1291)

Neznan datum
- Al-Hakim II., abasidski kalif v Kairu
- Basarab I., vojvoda Vlaške (* ni znano)
- Elizabeta Koroška, sicilska kraljica, regentinja (* 1298)
- Laurence Minot, angleški pesnik (* 1300)
- Matija iz Arrasa, francoski arhitekt (* 1290)